# ニガイグチ
ニガイグチ（苦猪口、学名: Tylopilus felleus）は、イグチ科ニガイグチ属の中型から大型のキノコ（菌類）の一種である。夏から秋にかけて、カラマツ林やウラジロモミ林などに発生する。日本でも長野県などで見ることができる。

## 特徴
傘は中型〜大型のものがあり、黄土色や黄褐色である。はじめはフェルト状であるが、平滑になっていく。また、柄は傘と同じ色をしており、網目模様に覆われる。管孔は柄に対して直生または湾生し、はじめは白色で、のちピンクを帯びたような色になり、傷つけると肉色に変化する。肉は白色で、非常に苦味が強い。

## 毒成分
主な毒成分としてはムスカリン類、その他の成分にタイロピラン（抗腫瘍性多糖）が分離検出されている。

## 摂取した際の中毒症状
食後数十分から約一日経過する間に悪寒、腹痛、嘔吐、下痢など、激しい胃腸系の中毒症状に襲われ、2 - 3日で回復する。毒成分としてムスカリン類を含むため、同じくムスカリン類を主な毒成分とするアセタケ科であるオオキヌハダトマヤタケ（Pseudosperma rimosum）やキヌハダトマヤタケ（Inosperma cookei）にも見られる、発汗、流涙、流涎、嘔吐、下痢、気管支喘息などの症状も現れる可能性が指摘されている。オオキヌハダトマヤタケ、キヌハダトマヤタケは摂取するとひどい場合には死亡する場合があるため、注意が必要である。